# Philippe Dutilleul
Philippe Dutilleul (né le 19 août 1951 à Tournai) est un journaliste et réalisateur de films documentaires belge francophone.

## Débuts
Philippe Dutilleul est diplômé en communications sociales de l'Institut des hautes études des communications sociales (IHECS), qui était basé à l'époque à Tournai, sa ville d'origine. Fils du secrétaire communal de la ville d'Antoing étiqueté PSC[Lequel ?], il est d'abord attiré par le PS wallon et écrit en 1978 ses premières piges pour la revue des Femmes prévoyantes socialistes. Par la suite il adoptera une position critique parfois très dure envers le socialisme wallon,
En 1981, il rejoint la RTBF sur l'antenne régionale de la province de Hainaut, étant d'abord la voix des informations locales matinales de Mons. À la fin des années 80, il est titularisé par la RTBF et rejoint l'équipe d'enquête et reportage de Jacques Virendeels au centre de Bruxelles.

## Strip-TeaseetUne délégation de haut-niveau
Il est remarqué par Jean Libon, qui crée à cette époque une émission de documentaires au format novateur et provocant : Strip Tease. Philippe Dutilleul en devient l'un des piliers, avec des réalisateurs comme Yves Hinant ou Manu Bonmariage. Avec cette équipe, il signe une quarantaine de documentaires, dont certains sont primés.
L'un d'entre eux, d’une durée de 52 minutes et intitulé Une délégation de très haut niveau, réalisé en 2000 et qui provoque d'importants remous dans le monde politique belge lors de sa diffusion, relate l’improbable visite d’une délégation de politiciens belges, de différentes sensibilités politiques en Corée du Nord. La caméra très proche des sept membres de la délégation enregistre leurs réflexions et réactions diverses lorsqu’ils réalisent que tout écart au programme officiel et toute relation avec la population et la réalité du pays leur sont interdits. Ils se retrouvent à faire du tourisme, baladés entre monuments à la gloire de Kim Il-sung avec dépôt de gerbe, et visite d’une bibliothèque monumentale ne contenant que les œuvres de Kim Jong-Il, ou d’une école où ils assistent à la récitation par des enfants endoctrinés de l’histoire et de la liste des bienfaits du dirigeant. Aux appréciations enthousiastes sur la qualité de l’enseignement du président de la délégation, Willy Burgeon, président honoraire du parlement wallon et échevin de l’instruction publique de la ville de Binche, répondent de vives protestations des autres participants. Willy Burgeon sera démis de ses fonctions à la suite de l’émission, et un autre membre de la délégation déclarera s’être fait piéger.

## AprèsStrip-Tease:Bye-Bye Belgiumet autres films autonomes
Philippe Dutilleul travaillé sur d'autres émissions, Au Nom de la Loi, Devoirs d'enquête, ou encore Tout ça (ne nous rendra pas le Congo), qui reprend le même format (caméra proche des gens, sujets de société, absence de voix-off...) que Strip-Tease.
Il est surtout en position de produire des films documentaires hors-cadre, autonomes du format d'une émission. Il commence par une série de documentaires sur le changement climatique, Sale temps sur la planète, pour la RTBF et France 2 qui l'emmènent à travers le monde et sont largement diffusés.
En 2006 est diffusé son travail le plus connu du grand public : l'émission spéciale de La Une du 13 décembre 2006, Tout ça ne nous rendra pas la Belgique, fiction mettant en scène l'annonce de la scission de la Belgique. Il indique que son objectif était avant tout de provoquer le débat et de secouer les gens. Il publie le lendemain de l'émission un livre intitulé Bye-Bye Belgium, résultat de ses investigations durant la préparation de l'émission avec l'aide de Nathalie Jacobs. Le film provoqua de très nombreuses réactions politiques et publiques, et la phrase « Ceci est une fiction », affichée à mi-chemin de l'émission, est devenue une phrase culte en Belgique.
Après Bye Bye Belgium, il réalisera le premier film historique sans commentaire intitulé "Degrelle ou la Führer de vivre" pour la RTBF et France 3 qui fera également beaucoup de bruit. Il entame en 2008 une collaboration avec Julien Oeuillet qui dure quatre ans. Ils produisent ensemble deux films documentaires et un livre ayant en commun une interrogation sur le rôle de l’État et des identités nationales. Le premier film, Monseigneur et les Indiens, porte sur le mystérieux Royaume d'Araucanie, et le second, Bienvenue chez les p'tits, sur les micro-États européens.
Fin 2012, il annonce sa retraite de la RTBF. Il a publié d'autres livres et anime aujourd'hui un blog, blogandcrocs.blogspot.be, qu'il alimente régulièrement, réflexions sur différents thèmes de société. Il donne de temps à autre des conférences et des cours pour l'ESJ (Ecole Supérieure de Journalisme) de Paris.

## Auteur
- Bye-Bye Belgium, Ed. Labor, et Chronique d'une imposture assumée, Ed. Racines, tous deux portant sur son docu-fiction.
- Un asile de flous nommé Belgique, Ed. Buchet-Chastel, et Ils sont fous ces Belges, coécrit avec Julien Oeuillet, Ed. du Moment, tous deux portant sur la situation politique et sociale belge.
- On a tué ma mère, coécrit avec Nathalie de Reuck, Ed. Buchet-Chastel, une enquête sur le charlatanisme en médecine.
- Léon Degrelle ou la Führer de vivre, coécrit avec Isabelle Christiaens et Korentin Falc'hun, RTBF, 2009[6].